# Francisco Pacheco
Francisco Pacheco (Ponte de Lima, 1565 - Nagasáqui, 1626), é um beato missionário jesuíta martirizado no Japão fruto de perseguição religiosa contra a fé católica.
Apesar de ter apenas 10 anos de idade ao saber que seu tio, o Padre Diogo de Mesquita, irmão de sua mãe, tinha sido mártir no Japão fez votos de seguir-lhe o exemplo.
Aos vinte anos entrou para a Companhia de Jesus em Coimbra, tendo partido em 1592 para o Oriente e sido depois ordenado sacerdote em Goa.
Em 1604 já estava no Japão, donde teve de fugir duas vezes devido ao clima de perseguição que aí se vivia. Acabou por ser feito prisioneiro e levado para Nagasáqui, onde foi queimado vivo. Com ele, morreram dois padres jesuítas, João Baptista Zola e Baltazar de Torres, mais alguns catequistas, três famílias acusadas de o terem acolhido e ainda um menino chamado Luís.
Foram beatificados, em 1867, por Pio IX.